# Lenarty
Lenarty (niem. Lehnarten) – osada w Polsce położona w województwie warmińsko-mazurskim, w powiecie oleckim, w gminie Olecko. W latach 1975–1998 miejscowość administracyjnie należała do województwa suwalskiego.
Nazwa wsi najprawdopodobniej pochodzi od imienia Leonard. W dokumentach niemieckich wymieniania jako: Lenharten, Lenahrdten lub Lehnarten.

## Historia
Wieś lokowana na prawie lennym 27 kwietnia 1573 r. Wtedy to książę Albrecht podał do wiadomości, że jego ojciec nadał w tym miejscu Baltazarowi Zengerowi majątek ziemski Kujawę o powierzchni 30 włók oraz dodatkowo 4 włóki nad Strugą Białą, gdzie powstały Lenarty. Zenger posiadał uprawnienia w zakresie sądownictwa wyższego i niższego i był zobowiązany do jednej służby zbrojnej.
W XVII i XVIII wieku majątek ziemski był we władaniu rodzin: Ciesielscy, Kraińscy i Więckowscy (polska szlachta). Dwór w tym czasie znajdował się w Lenartach, osada Kujawa była folwarkiem.
W roku 1888 w Lenarnach znajdował się jeden z większych majątków ziemskich w okolicy. Należał do pani adwokat Tolsdorf i obejmował 661 ha, w tym 416 ha ziemi prawnej, 150 ha łąk i 10 ha lasów.
W 1946 r., nowe władze przejęły majątek ziemski w Lenartach, powołały inspektora Państwowych Majątków Ziemskich do nadzoru nad majątkami we wsiach: Lenarty, Siejnik, Giże, Cichy i Drozdowo. W tym czasie dysponowano 8 traktorami oraz 14 zaprzęgami konnymi. Później w Lenartach powołano PGR, który był samodzielną jednostką aż do początku lat 70. XX wieku. Pod koniec lat 50. Wybudowania w PGR Lenarty zakład naprawy sprzętu rolniczego.
Dawniej we wsi znajdował się ośrodek zdrowia, znajdujący się w zaadaptowanym do tego celu pomieszczeniu.

## Zabytki
- dwór z I poł. XIX w. w ruinie[8];
- aleja wiekowych drzew.